# Hawkshead and Monk Coniston with Skelwith
Hawkshead and Monk Coniston with Skelwith var en civil parish 1837–1894 när den delades mellan nybildade civil parishes Coniston, Hawkshead och Skelwith, i distriktet Westmorland and Furness i grevskapet Cumbria i England. Civil parish var belägen 6 km från Ambleside. Det inkluderade Hawkshead, Hawkshead Hill, Knipe Fold, Outgate, Roger Ground och Skelwith Bridge.[källa behövs] Parish hade 1 224 invånare år 1891.